# Sevdalin Minchev
Sevdalin Minchev Anguelov en búlgaro: Севдалин Минчев Ангелов; Gorna Oriajovitsa, 25 de julio de 1974) es un deportista búlgaro que compitió en halterofilia.
Participó en cuatro Juegos Olímpicos de Verano, entre los años 1992 y 2004, obteniendo una medalla de bronce en Atlanta 1996, en la categoría de 54 kg.
Ganó cinco medallas en el Campeonato Mundial de Halterofilia entre los años 1991 y 1999, y once medallas en el Campeonato Europeo de Halterofilia entre los años 1991 y 2005.

## Palmarés internacional
| Juegos Olímpicos   | Juegos Olímpicos          | Juegos Olímpicos  | Juegos Olímpicos |
| Año                | Lugar                     | Medalla           | Categoría        |
| ------------------ | ------------------------- | ----------------- | ---------------- |
| 1996               | Atlanta (Estados Unidos)  | Medalla de bronce | 54 kg            |
| Campeonato Mundial |                           |                   |                  |
| Año                | Lugar                     | Medalla           | Categoría        |
| 1991               | Donaueschingen (Alemania) | Medalla de plata  | 52 kg            |
| 1994               | Estambul (Turquía)        | Medalla de bronce | 54 kg            |
| 1997               | Chiang Mai (Tailandia)    | Medalla de bronce | 59 kg            |
| 1998               | Lahti (Finlandia)         | Medalla de bronce | 62 kg            |
| 1999               | Atenas (Grecia)           | Medalla de bronce | 62 kg            |
| Campeonato Europeo |                           |                   |                  |
| Año                | Lugar                     | Medalla           | Categoría        |
| 1991               | Władysławowo (Polonia)    | Medalla de plata  | 52 kg            |
| 1992               | Szekszárd (Hungría)       | Medalla de oro    | 52 kg            |
| 1993               | Sofía (Bulgaria)          | Medalla de plata  | 54 kg            |
| 1994               | Sokolov (República Checa) | Medalla de plata  | 54 kg            |
| 1995               | Varsovia (Polonia)        | Medalla de plata  | 59 kg            |
| 1996               | Stavanger (Polonia)       | Medalla de plata  | 59 kg            |
| 1997               | Rijeka (Croacia)          | Medalla de plata  | 54 kg            |
| 1999               | La Coruña (España)        | Medalla de oro    | 62 kg            |
| 2000               | Sofía (Bulgaria)          | Medalla de plata  | 62 kg            |
| 2004               | Kiev (Ucrania)            | Medalla de oro    | 62 kg            |
| 2005               | Sofía (Bulgaria)          | Medalla de plata  | 62 kg            |